# Carnoët
Carnoët é uma comuna francesa na região administrativa da Bretanha, no departamento Côtes-d'Armor. Estende-se por uma área de 42,76 km². Em 2010 a comuna tinha 660 habitantes (densidade: 15,4 hab./km²).